# La Guerre (Chagall, 1964-1966)
Pour les articles homonymes, voir La Guerre.
La Guerre est un tableau réalisé par le peintre français Marc Chagall en 1964-1966. Cette huile sur toile représente des gens fuyant l'incendie qui ravage une localité enneigée sous le regard d'une tête de chèvre géante. Elle est conservée à la Kunsthaus de Zurich, à Zurich.

## Description
Une charrette rudimentaire quitte lentement la ville en feu, mise à sang par les combats d'une guerre. Derrière elle, un homme emporte tout ce qui lui reste dans un sac jeté sur son épaule. Tous les autres personnages sont dévastés par le désespoir. Les ténèbres (un ciel sans lumière) se sont abattues sur la ville. Sur la droite se trouve un Christ représenté sur sa croix dans la pénombre, comme oublié de tous. Seul un chevreau, symbole du sacrifice de Jésus, est mis en valeur par la lumière. L'opposition du rouge vif des flammes à gauche, et du blanc de l'animal renforce l'horreur.

## Commentaires
L'œuvre dégage de l'espoir encore inconnu des victimes, on dirait que l'animal va bientôt éteindre l'incendie par son souffle. Ce n'est pas une guerre précise que le peintre a voulu illustrer, mais toutes les formes de combats, de destruction, d'oppression et de massacres.

## Autres œuvres de Chagall sur le même sujet
En 1938, Chagall a peint La Crucifixion blanche où le Christ en croix figure au centre, entouré par divers foyers d'incendie. De même que dans La Guerre, un personnage portant un sac sur l'épaule, y est représenté. Ce tableau se rapporte aux désastres de la guerre civile russe.
Exception faite de son Golgotha peint plus tôt, en 1912, ce tableau fait partie d'une longue série où Chagall peint le Christ sur sa croix, Obsession (1943), Le Christ et le couple en rouge, Le Crucifié et Moïse, La Descente de croix.
De même la chèvre est représentée sur plusieurs œuvres comme Jeune homme et chèvre, La Chèvre sur les épaules, La Chèvre devant l'église, La Chèvre qui fume ou encore La Chèvre et le Coq.